# Николай Каликъл
Николай Каликъл (на средногръцки: Νικόλαος Καλλικλῆς) е визатийски лекар, учен и литератор от края на XI и първата половина на XII век – един от тримата придворни лекари на византийския император Алексий I Комнин.
За живота и делата на Николай Каликъл няма достатъчно запазени исторически сведения. Информацията за него се съдържа основно в „Алексиада“ на Анна Комнина, в запазената част от кореспонденцията на Теофилакт Охридски, както и в няколко съхранени поеми на самия Каликъл.
Николай Каликъл става придворен лекар на византийския император Алексий I Комнин около 1108 г. В „Алексиада“ на Анна Комнина Каликъл се споменава като един от тримата лекари, полагали грижи за императора преди смъртта му през 1118 г. Анна Комнина разказва, че единствено Николай Каликъл прозрял сериозното положение на баща ѝ и предложил прилагането на разхлабителни, но тъй като мнението му не се споделяло от неговите колеги, съветът на Каликъл не бил приложен. В една своя медицинска сатира Теодор Продром отличава Каликъл като един от двамата истински майстори на лекарската професия.
В кореспонденцията си с него Теофилакт Охридски представя Николай Каликъл като начетен и изтънчен човек, притежател на богата библиотека. Като дворцов поет, Николай Каликъл заедно с Теодор Продром е сред основните представилтели на панегеричната лирика, чиито обекти на възхвала са основно видни аристократи: неговите основни теми са техните богатства и благороден произход. Част от произведенията на Каликъл са били посветени и на отделни артефакти – икони, мозайки и фрески. Освен това той е сочен за автор и на редица надписи върху реликварии.
Точната дата на смъртта на Николай Каликъл не е известна. Последното му известно произведение е епитафия за император Йоан II Комнин, написана още приживе на последния, или някъде около 1142 г.